# 30. oktober
30. oktober er dag 303 i året i den gregorianske kalender (dag 304 i skudår). Der er 62 dage tilbage af året (62 i skudår).
Dagens navn i den danske almanak er Elsa og Absalon. I Sverige er navnet Elsa og Isabella, og i Norge er navnet Aksel, Ånund og Ove.
Sankt Thøgers helgendag.

## Fest- og helligdage, der fast ligger på 30. oktober
- Udråbelse af den slovakiske nation i 1918
- Mindedag for ofrene for politisk undertrykkelse (tidligere sovjetstater)
- Thevar Jayanthi (Indien, især Tamil Nadu)

## Begivenheder
Født - Dødsfald
- 1270 - Det 8. korstog og belejringen af Tunis afsluttes, da Karl 1. af Sicilien indgår en fredsaftale med sultanen af Tunis.
- 1536 - Ved et rigsdagsmøde efter afslutningen af Grevens fejde fastslås det, at Danmark fortsat skal være et valgrige, og efter fængslingen af biskopperne er den protestantiske reformation en realitet. Samtidig gøres Norge til en del af Danmark.
- 1864 - Ved freden i Wien efter 2. Slesvigske Krig mellem Danmark, Preussen og Østrig afstår Danmark Slesvig, Holsten og Lauenborg.
- 1880 - Danmark sætter kulderekord i oktober med -11,9 °C målt i Thy.
- 1914 - Under 1. verdenskrig begynder Slaget ved Ypres. Det afsluttes den 21. november.
- 1918 - Tjekkoslovakiet udråbes som republik under ledelse af Tomáš Masaryk og Edvard Beneš.
- 1918   - Det Osmanniske Rige indgår aftale om våbenstilstand med Ententemagterne, og udtræder dermed af 1. verdenskrig, hvilket markerer afslutningen på krigen i Mellemøsten.
- 1922 - Benito Mussolini udråber en ny, fascistisk regering i Italien.
- 1938 - Den 23-årige Orson Welles skaber panik blandt den amerikanske befolkning, da han i radioen opfører et meget realistisk radiospil over H.G. Wells' Klodernes kamp.
- 1944 - Anne Frank bliver deporteret fra Auschwitz til Bergen-Belsen koncentrationslejr.
- 1947 - The General Agreement on Tariffs and Trade (GATT), hvilket er fundamentet for World Trade Organisation (WTO) bliver grundlagt.
- 1956 - Imre Nagy danner ny regering i Ungarn med deltagelse af Janos Kadar.
- 1956   - Israel indleder angreb på Egypten i Suez-området.
- 1960 - Michael Woodruff udfører den første succesfulde nyretransplantion i Storbritannien ved "Edinburgh Royal Infirmary".
- 1961 - Sovjetunionen detonerer brintbomben Tsar Bomba over Novaja Zemlja; med en kraft på 58 megatons er den stadig den største atombombe, der er detoneret.
- 1961   - På grund af "overtrædelse af Lenins foreskrifter", bliver det besluttet, at Josef Stalins lig skal fjernes fra dets æresplads i Lenins mausoleum og begraves tæt på Kremlmuren med en lille sten i granit.
- 1967 - Brian Jones fra the Rolling Stones får ni måneders fængsel for narkotikabesiddelse.
- 1974 - "The Rumble in the Jungle": Muhammad Ali vinder over George Foreman ved knockout i Kinshasa, Zaire og genvinder titlen som verdensmester i sværvægtsboksning.
- 1975 - Prins Juan Carlos bliver Spaniens fungerende regent, da han overtager jobbet for landets aldrende præsident general Francisco Franco.
- 1980 - El Salvador og Honduras underskriver en fredstraktat, der sætter en stopper for de to landes grænsestrid, som startede med "Fodboldkrigen" i 1969.
- 1980 - Algeriets præsident Benjedid benåder sin forgænger Ben Bella, der har været fængslet i 14 år.
- 1981 - Svenske faldskærmstropper og orlogsskibe lægger en ring om den strandede sovjetiske ubåd ved Karlskrona. Kaptajnen nægter at lade sig afhøre af politiet.
- 1983 - Jordskælv i Tyrkiet kræver 1.500 menneskeliv og gør 50.000 hjemløse.
- 2005 - Dresden Frauenkirche (ødelagt under De Allieredes bombning af Dresden under 2. verdenskrig) genindvies efter et 13 år langt genopbygningsprojekt.
- 2008 - Der brygges for sidste gang storskalabrygning på Carlsberg i Valby. Grundet en bestemmelse i Carlsbergs fundats fortsætter Husbryggeriet Jacobsen brygning i Valby.

## Født
- 1735 - John Adams, amerikansk præsident (død 1801).
- 1789 - Louise Charlotte af Danmark, dansk prinsesse (død 1864).
- 1799 - Emilius Ditlev Bærentzen, dansk portrætmaler (død 1868).
- 1824 - Christen Dalsgaard, dansk maler (død 1907).
- 1876 - Holger Jacobsen, dansk arkitekt (død 1960).
- 1885 - Ezra Pound, amerikansk digter (død 1972).
- 1885   - Svend Paludan-Müller, dansk oberst og modstandsmand (død 1944).
- 1886 - William Scharff, dansk kunstmaler (død 1959).
- 1896 - Carl Erik Soya, dansk forfatter (død 1983).
- 1906 - Nino Farina, italiensk racerkører (død 1966).
- 1932 - Louis Malle, fransk filminstruktør (død 1995).
- 1932 - William Christopher, amerikansk skuespiller (død 2016).
- 1935 - Christoffer Bro, dansk skuespiller og teaterdirektør.
- 1939 - Helle Stangerup, dansk forfatter (død 2015).
- 1954 - Per Chr. Frost, dansk musiker.
- 1960 - Diego Maradona, argentinsk fodboldspiller (død 2020).
- 1960   - Jesper Lohmann, dansk skuespiller.
- 1967 - Nikolaj Hübbe, dansk solodanser.
- 1976 - Rune Lund, dansk politiker og folketingsmedlem.
- 1977 - Jesper Jensen, dansk håndboldspiller.

## Dødsfald
- 1611 - Karl 9. af Sverige, svensk konge (født 1550).
- 1910 - Henri Dunant schweizisk filantrop og stifter af Røde Kors (født 1828).
- 1933 - Svend Kornbeck, dansk skuespiller (født 1869).
- 1965 - Arthur Wittmaack, dansk arkitekt (født 1878).
- 1972 - Børge Møller Grimstrup, dansk skuespiller (født 1906).
- 1974 - Knuth Becker, dansk forfatter (født 1891).
- 1975 - Gustav Ludwig Hertz, tysk fysiker og modtager af Nobelprisen i fysik (født 1887).
- 2009 - Claude Lévi-Strauss, fransk antropolog (født 1908).
- 2010 - Harry Mulisch, hollandsk forfatter (født 1927).
- 2024 - Erik Clausen, dansk skuespiller og manuskriptforfatter (født 1942)

|  | Denne datoartikel kan blive bedre, hvis der indsættes et (bedre) billede Du kan hjælpe ved at afsøge Wikimedia Commons for et passende billede eller uploade et godt billede til Wikimedia Commons iht. de tilladte licenser og indsætte det i artiklen. |